# Казімеж Бродзінський
Казімеж Бродзінський (пол. Kazimierz Brodziński; 8 березня 1791 — 10 жовтня 1835) — польський поет, літературознавець, публіцист, перекладач. Походив з Галичини. Художні твори (поеми «Ольдіна», 1819; «Веслав», 1820, та ін.) позначені рисами сентименталізму; в численних працях, особливо в статті «Про класицизм і романтизм» (1818), що поклала початок боротьбі романтиків з представниками класицизму в Польщі, Бродзінський виступав проти наслідування іноземних зразків, за розвиток національної літератури.